# Мельцани
Мельца́ни (рос. Мельцаны, ерз. Мельцаны) — село у складі Старошайговського району Мордовії, Росія. Адміністративний центр та єдиний населений пункт Мельцанського сільського поселення.
Населення — 956 осіб (2010; 1050 у 2002).
Національний склад (станом на 2002 рік):
- росіяни — 90 %